# آی‌ای‌آر-۱۳
آی‌ای‌آر-۱۳ (به انگلیسی: IAR-13) یک هواپیمای ساختِ کارخانهٔ ایندوستریا آئروناتیکا رومانا است. این هواپیما در ۱۹۳۳ میلادی نخستین پرواز خود را انجام داد.